# 田文炳
田 文炳（でん ぶんぺい）は中華民国の軍人。字は仲韜。中華民国臨時政府、南京国民政府（汪兆銘政権）の要人。

## 事績
陸軍特別軍官学堂を卒業後、直隷派の斉燮元配下となり、蘇浙巡閲使署上校参謀に任命された。後に、安徽省清郷総弁皖北道尹に異動している。
日中戦争勃発後、斉燮元とともに中華民国臨時政府に参加する。治安部部長となった斉の下で、田文炳は1938年（民国27年）9月17日、治安部保衛局少将局長に任ぜられた。
1940年（民国29年）3月30日、南京国民政府（汪兆銘政権）に臨時政府が合流し、華北政務委員会へ改組される。5月4日、田文炳は治安総署軍諮局局長に任命された。また、華北綏靖軍総司令も兼ねた斉燮元の下で、田は治安第9集団軍中将司令を兼任している。1943年（民国32年）3月1日、田は陳静斎の後任として河南省長に任命され、翌年5月までその地位に在った。
田文炳は、日中戦争が終結する以前に死去したが、具体的な時期は不詳である。

## 注
1. ↑  臨時政府令、令字第260号、民国27年9月17日（『政府公報』第35号、民国27年9月19日、臨時政府行政委員会公報処、1頁）。
2. ↑  劉ほか編(1995)、1023頁。
3. ↑  華北政務委員会任用令、任字第57号、民国29年5月4日（『華北政務委員会公報』第1-6期合刊、民国29年6月9日、華北政務委員会政務庁情報局、本会16頁）。
4. ↑  「北支省長更迭 現役将軍を任命」『朝日新聞』（東京）昭和18年（1943年）3月3日、2面。